# Нічна тумбочка

Типова сучасна тумбочка з шухлядою та трьома поличками

Тумбочка,  або нічний столик, тумбочка,  приліжковий столик — невеликий столик або шафа, призначений стояти біля ліжка або де-небудь у спальні. Сучасні тумбочки — це, як правило, невеликі тумбочки, часто з однією, а іноді і кількома висувними ящиками та/або поличками, рідше з невеликими дверцятами. Вони часто використовуються для підтримки предметів, які можуть стати в нагоді вночі, таких як настільна лампа, будильник, прилад для читання, стільниковий телефон, окуляри, секс-іграшки, домофон, напій або ліки, косметичні засоби.
До того, як змивні туалети в приміщеннях стали звичним явищем, основною функцією тумбочки було приховування нічного горщика. В результаті, ранні тумбочки часто були невеликими шафами, іноді обладнаними висувним ящиком і, як правило, містили закрите приміщення для зберігання внизу, прикрите однією або кількома дверима. Іншим терміном, який іноді давали таким шафам, був комод.
Французькі, італійські та іспанські античні тумбочки зазвичай мають одну шухляду та закрите приміщення для зберігання з одними дверима. Їх можна прикрасити золотим покриттям з листя, інкрустацією бронзою або паркетом.